# ポール・マッカーシー
ポール・F・マッカーシー（Paul F. McCarthy 、1944年 - ）は、米国出身の宗教学者・日本文学者・翻訳家。

## 来歴
小学校よりカトリック系学校に通学するが、日本にも興味を持ち、ミネソタ大学の仏教学生協会に高校在学時より入会し、同大学を文学学士として卒業する。大学3年時にはICUへの交換留学生としてスタンフォード大学日本センターで日本語の講習のために来日し、曹洞宗の禅道場などに通う。その後、ハーバード大学大学院に進学し、京都の尼寺の離れを借用して、谷崎潤一郎に関する博士論文を執筆した。1975年にPh.D.(Harvard University)を取得（文学博士）。カンザス大学講師、ミネソタ大学助教授を経て、立教大学助教授となる。1987年に新設された駿河台大学教授に就任した。2011年に駿河台大学現代文化学部を退職するまで、英語や比較文学などの講義を担当し、同大学名誉教授を授与された。

## 業績
仏教とキリスト教などの比較研究に関心を持つ一方で、日本文学では谷崎潤一郎の研究や英訳で世界的に知られている。また、司馬遼太郎の『坂の上の雲』の翻訳者の一人となり、日本でも知名度を上げた。訳書には谷崎潤一郎の『幼少時代』（Childhood Year）、『猫と庄造と二人の女、ほか』（A Cat, a Man and Two Women and Other Stories）、『美食倶楽部、ほか』（The Gourmet Club and Other Stories）、金井美恵子『単語集』（The Word Book）などがある。さらに、中島敦作品も研究しており、オクナー深山信子との共訳で『中島敦作品集』（Moon Over the Mountain）、同氏との共著で『世界文学のなかの中島敦』（せりか書房）を出版している。

## 活動
- Association for Asian Studies(U.S.A.)
- European Association of Japanese Studies
- St. Alban's Anglican-Episcopal church, Tokyo
- 日本宗教学会

## 受賞
- Japan-U.S. Friendship Commission Prize for the Translation of Japanese Literature (1991)

（ドナルド・キーン日本文化センター：日米友好基金日本文学翻訳賞）